# Amselina virgo
Amselina virgo is een vlinder uit de familie dominomotten (Autostichidae). De wetenschappelijke naam is, als Illahasis virgo, voor het eerst geldig gepubliceerd in 1959 door Gozmany.
Deze vlinder komt voor in Europa.